# Dear Lie
Dear Lie is een single van de Amerikaanse popgroep TLC uit 1999. Het stond in hetzelfde jaar als dertiende track op het album FanMail, waar het de derde single van was, na No scrubs en Unpretty.

## Achtergrond
Dear Lie is geschreven door Kenneth Brian Edmonds en Tionne Watkins en geproduceerd door Babyface. Het nummer is een bewerking van een gedicht geschreven door TLC-groepslid Watkins. Het lied gaat over leugens die anderen over jou vertellen en hoeveel macht die leugen over jou kunnen hebben. Het rustige nummer was een kleine hit voor de groep, met noteringen in landen als Nederland, België, het Verenigd Koninkrijk en de Verenigde Staten. De hoogste notering was in Nieuw-Zeeland, waar de tiende plaats werd gehaald.